# 奥林匹亚公司

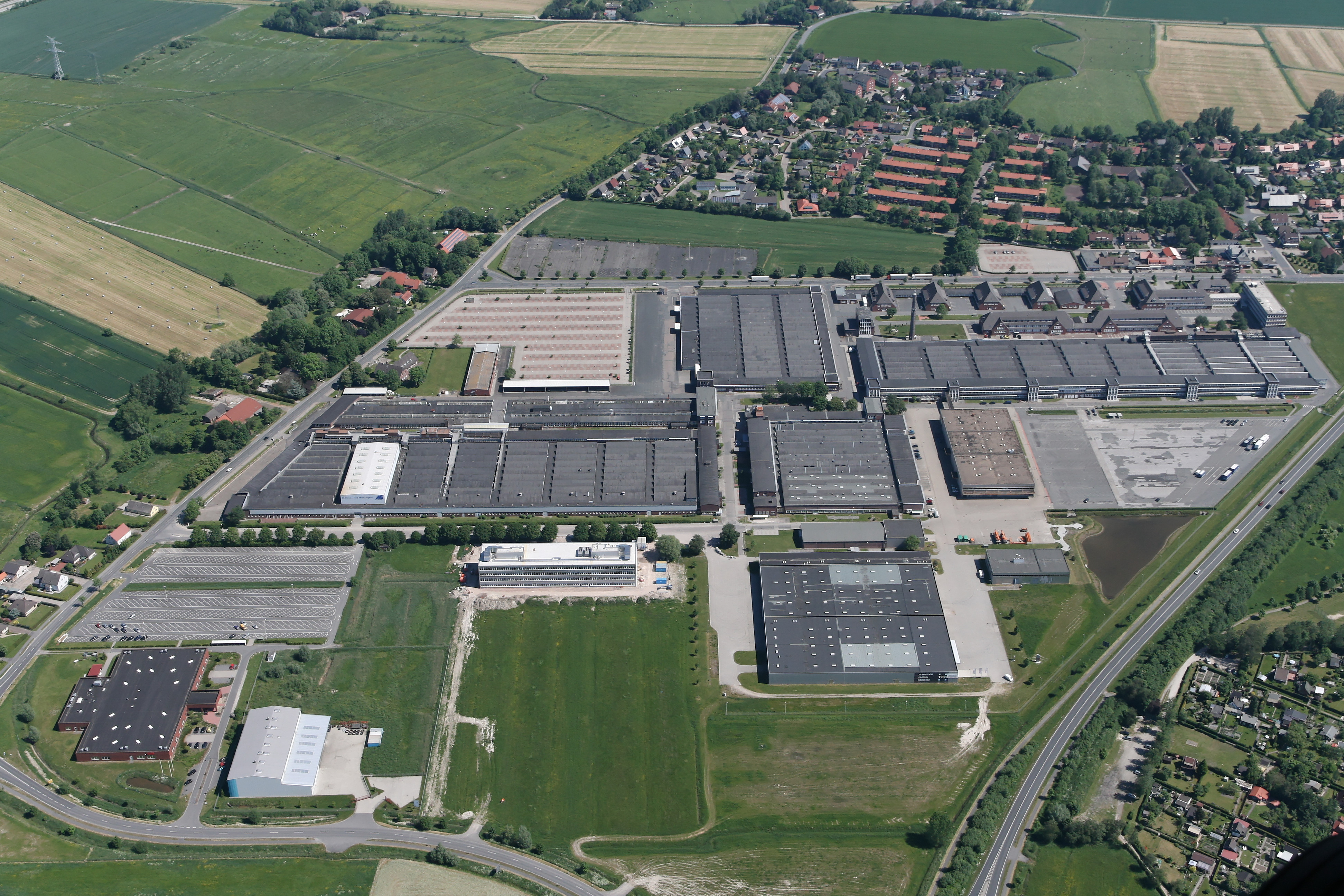
工厂区鸟瞰(2012年3月)

奥林匹亚公司(德语：Olympia Werke)坐落于德国下萨克森州西北部的弗里斯兰县，靠近威廉港。它是德国一个著名的打字机生产厂。工厂已于1991年关闭，但是Olympiad的品牌却保留下来了。

## 历史

### 创立

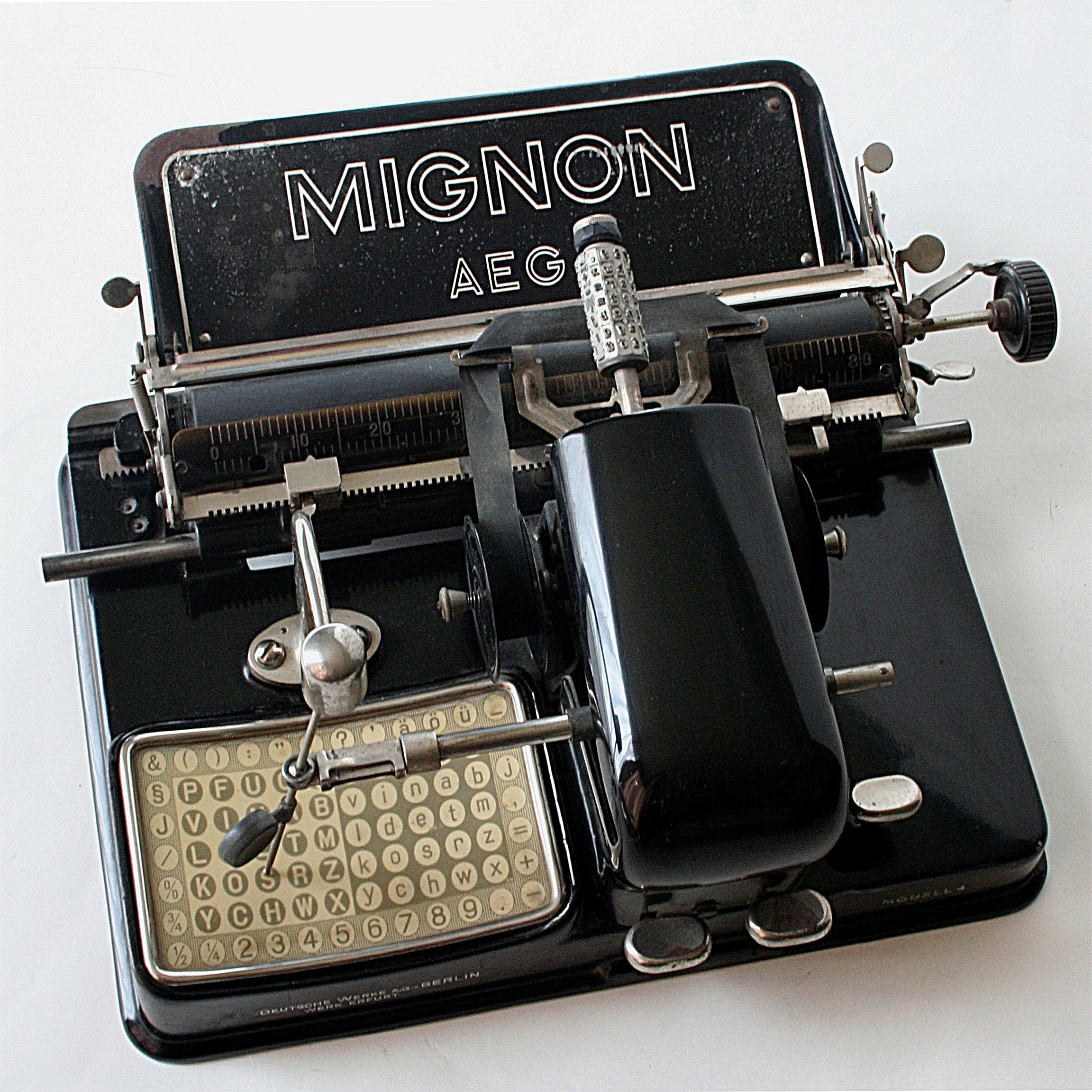
AEG Mignon打字机, 1924年生产

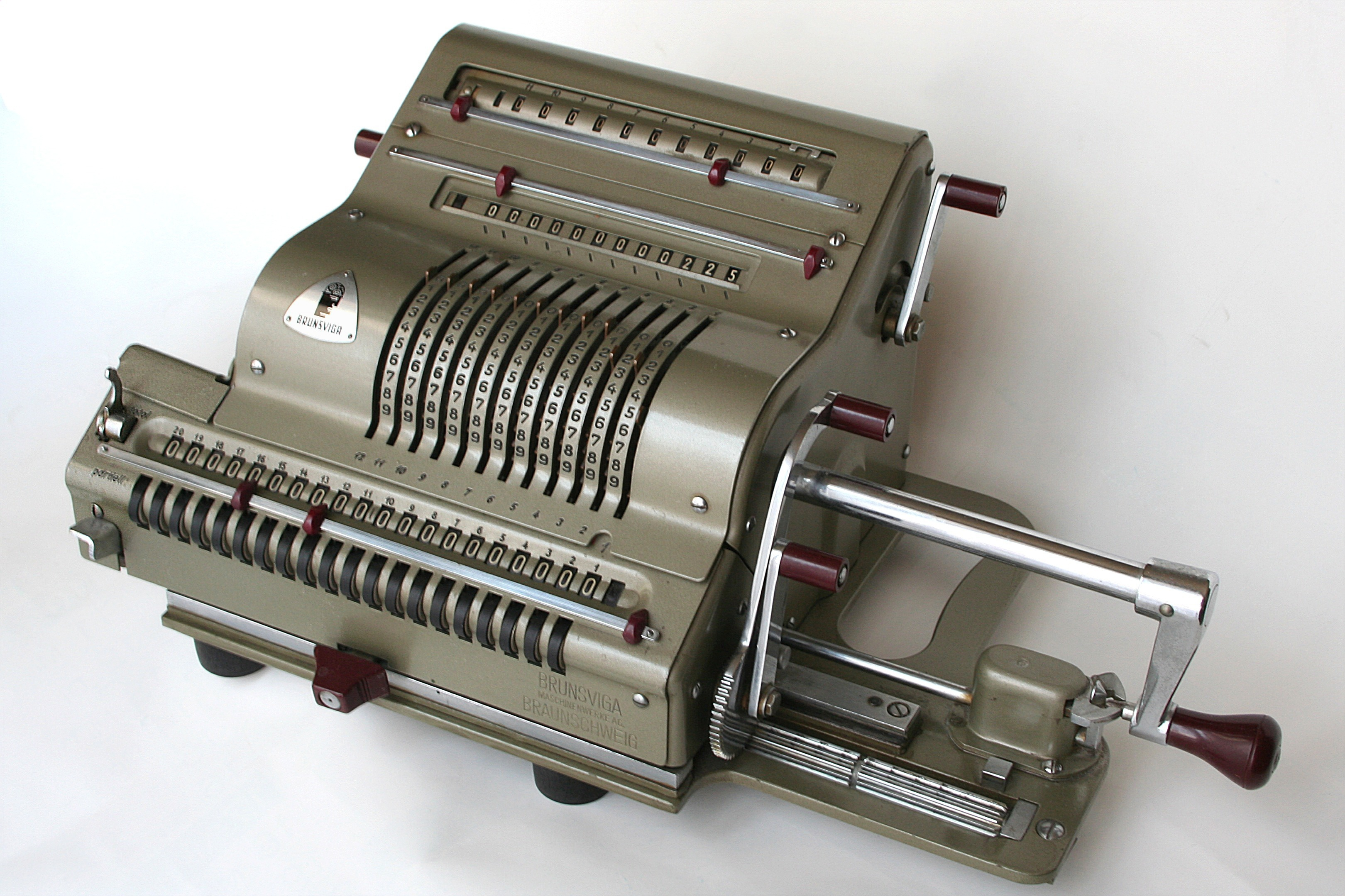
Brunsviga 20 der Olympia Werke

20世纪初，刚刚出现的打字机受到广泛的关注。德国著名电气公司AEG的工程师Friedrich von Hefner-Alteneck被公司任命研发打字机。Friedrich von Hefner-Alteneck设计出当时名动一时的Mignon打字机，这种打字机不仅适用于企业，也同样适用于手工业者和个人用户。从1903年8月15日起，由联合打字机有限责任公司（ Union Schreibmaschinen-Gesellschaft m.b.H. ）负责销售。Olympia公司便由此产生
１９１２年之后，双手输入的现代打字机开始大量生产。为了适应这种形势，1923年AEG公司在德国埃尔福特建立了一个新的工厂。1930年，这家公司更名为欧洲打字机股份有限公司（Europa Schreibmaschinen AG），并注册Olympia商标。１９３６年１２月３１日更名为奥林匹亚办公室设备股份有限公司（Olympia Büromaschinenwerke AG umgewandelt.）
二战中，埃尔福特的工厂在１９４５年４月１３日遭受了美军的炮火攻击而被严重损坏。剩下没有损坏的部分在同年7月3日落到了苏联红军的手中。更名为“VEB Optima Büromaschinenwerke”，继续生产打字机。

### 二战之后的重新开始
二战之后公司在威廉港建的弗里斯兰县立了新的工厂。与此同时，原先埃尔福特的工人带着原厂的设计图纸来到了西德，计划在比勒菲尔德建立比勒菲尔德打字机厂（ Bielefelder Schreibmaschinen Werke ）。1945年末，比勒菲尔德打字机厂懂事会遇到了很多困难，包括寻找厂址、培训工人等等。1946年10月1日，当时的军管政府颁发了生产许可证。在这一年，工厂正式运作起来，当时只有28个工人。工人们在困难条件下开始生产打字机，由于质量好，很快就出现了大量的订单。1947年末，工厂更名为Orbis Schreibmaschinen-Werke。
1949年，威廉港和比勒菲尔德两家工厂为传统的奥林匹亚品牌的所有权问题来到了海牙国际法庭。最后法庭判定，奥林匹亚品牌归威廉港的公司所有。埃尔福特的工厂使用Optima Büromaschinenwerk Erfurt的名称。威廉港的工厂1950年改名叫 Olympia Werke West GmbH ，1954年7月改名为Olympia Werke AG，这个名称至今为人熟知。

### 扩张

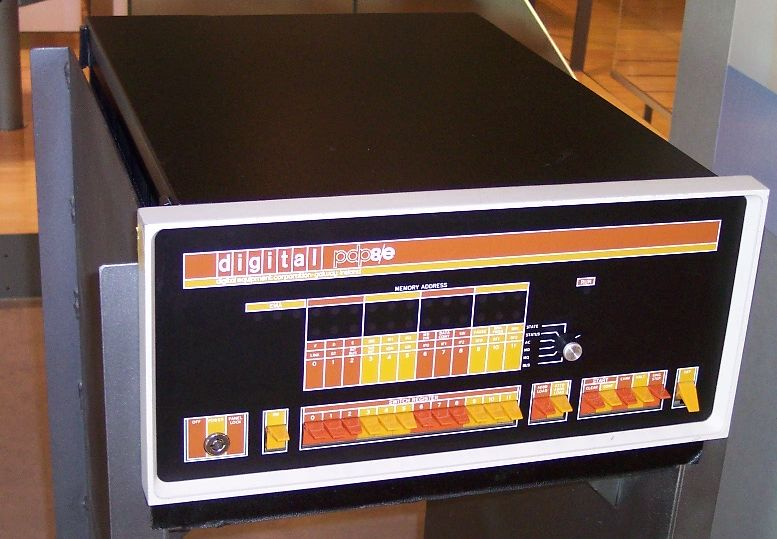
Ein DEC PDP-8e

工厂的盈利和工人数量不断增长。到1957年，总共有12000名员工，到达历史上的最高水平。工厂在德国西北部到处购置车床。1957年，公司在德国西北部小镇Leer重新建立了一个生产基地，当时那里有2500名员工，专门生产小型便携打字机。
通过不断地收购公司一直持续扩张。1957年公司参股布伦瑞克的Brusviga机械厂，并在两年后拥有了这家工厂。奥林匹亚品牌的手摇计算器工厂于是迁到布伦瑞克，并在那里继续使用Brunsivga这个品牌生产手摇计算器。
1959年公司开始生产电子计算器“SEG”。到1961年，公司发展成为德国最大的打字机工厂，当时每两台德国打字机中就有一台是奥林匹亚牌的。1962年，AEG收购了Olympia Werke AG的全部股票，当时市值五千五百万德国马克。1969年公司接手位于德国南部小镇Kaufbeuren的Alpina Büromaschinen打字机工厂，并且在弗里斯兰县原有的工厂之上又盖起了第三座生产厂房。新厂房的投资为1000万马克。这时候的奥林匹亚发展迅速，除了德国的几个工厂外，在北爱尔兰的贝尔法斯特、墨西哥的墨西哥城、智利的圣地亚哥、加拿大的多伦多都设立了生产基地，员工总数超过两万。这时候的奥林匹亚已经不只是德国最大的打字机生产商了，他已经跻身世界打字机设备的前三强了。
1970年汉诺威举办的“办公及信息技术中心”展览（CeBit, Hannover）是奥林匹亚历史上一个辉煌的顶点。早在50年代末，办公机械设备就已经成为汉诺威各大展会中第三位的工业分支。奥林匹亚公司是1970年CeBit展会最大的展商。当时推出了电脑控制的Multiplex80数据处理系统。这台机器最早已于1969年被德意志银行汉堡分行采用。到1976年，70台这种机器构成的系统投入使用，总采购额超过一千万马克。当时的商务模式是这样的：银行采购Multiplex80机器，数据的录入及整理也由机器制造商派出的专业人员完成。这就是最早的电子商务。

### 倒闭
从1960年起，奥林匹亚在生产机械计算器的同时开始生产电子计算器。当时的计算器数字由辉光管（也称数码管）显示。到了60年代末，随着科技的进步，这种由数百个二极管、三极管组成的机器就显得非常笨重和昂贵了，因此在市场竞争中逐渐输给日本品牌。这种情况始于70年代初与日本松下公司的合作。随后，家用计算器的出现宣告了传统办公机械的终结，奥林匹亚公司也没有挺过这场劫难。当时奥林匹亚的母公司AEG正在忙于戴姆勒的收购案，没有更多的力量推动技术革新。
1980年代中期起奥林匹亚公司的经济状况开始变坏。经过长期消耗后，母公司AEG和戴姆勒奔驰决定在1991年10月退出办公机械市场，关闭弗里斯兰县的工厂并裁员3600人。当时的失业工人打着“奥林匹亚，你的良心不能死掉”的旗号，在全德范围内掀起了保住工作岗位的斗争。工人们通过在威廉港、法兰克福和斯图加特的一系列活动提醒人们记住康采恩的责任，并给威廉港政府施加压力，以创造就业机会。经管如此，弗里斯兰县的工厂最终还是在1992年关闭了。作为工人运动的正面结果，建立西北科技中心(Technologie Centrum Nordwest)的计划得到了推动，原奥林匹亚公司的某些部门可以作为独立公司在这里安家。这个计划得到了下萨克斯州政府、原母公司戴姆勒奔驰康采恩、佛里斯兰县政府等相关部门的大力支持。到1993年，已经有14家企业和750名工人进驻这里。
奥林匹亚另外的某些部门重组成为一个个小公司。其中 Olympia Office Vertriebsgesellschaft mbH公司 负责销售剩下的办公设备，Office Service GmbH公司负责维护和修理市场上各种品牌的打字机，并且拥有原先公司不动产和机器的所有权。这两家企业的时间都不长。 Olympia Office Vertriebsgesellschaft mbH公司 在1994年被一家香港公司收购，并更名为 Olympia International Holdings Ltd 。
今天，奥林匹亚名称在德国的使用权属于企业家Heinz Prygoda。Heinz Prygoda的Olympia Business Systems Vertriebs GmbH公司和Olympia International Holdings Ltd 共同拥有这个品牌。

## 产品

### 打字机

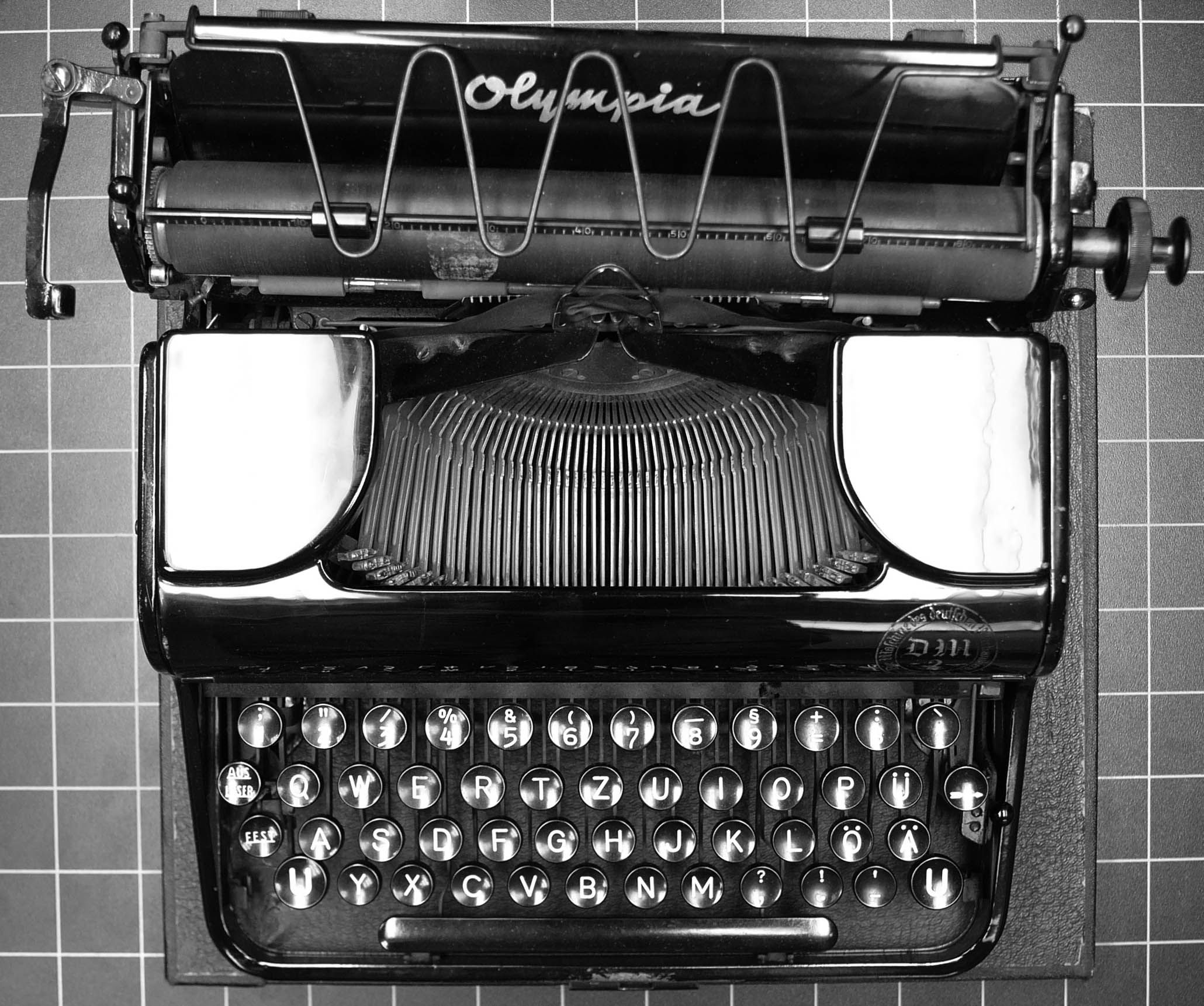
Olympia-Schreibmaschine, ca. 1935
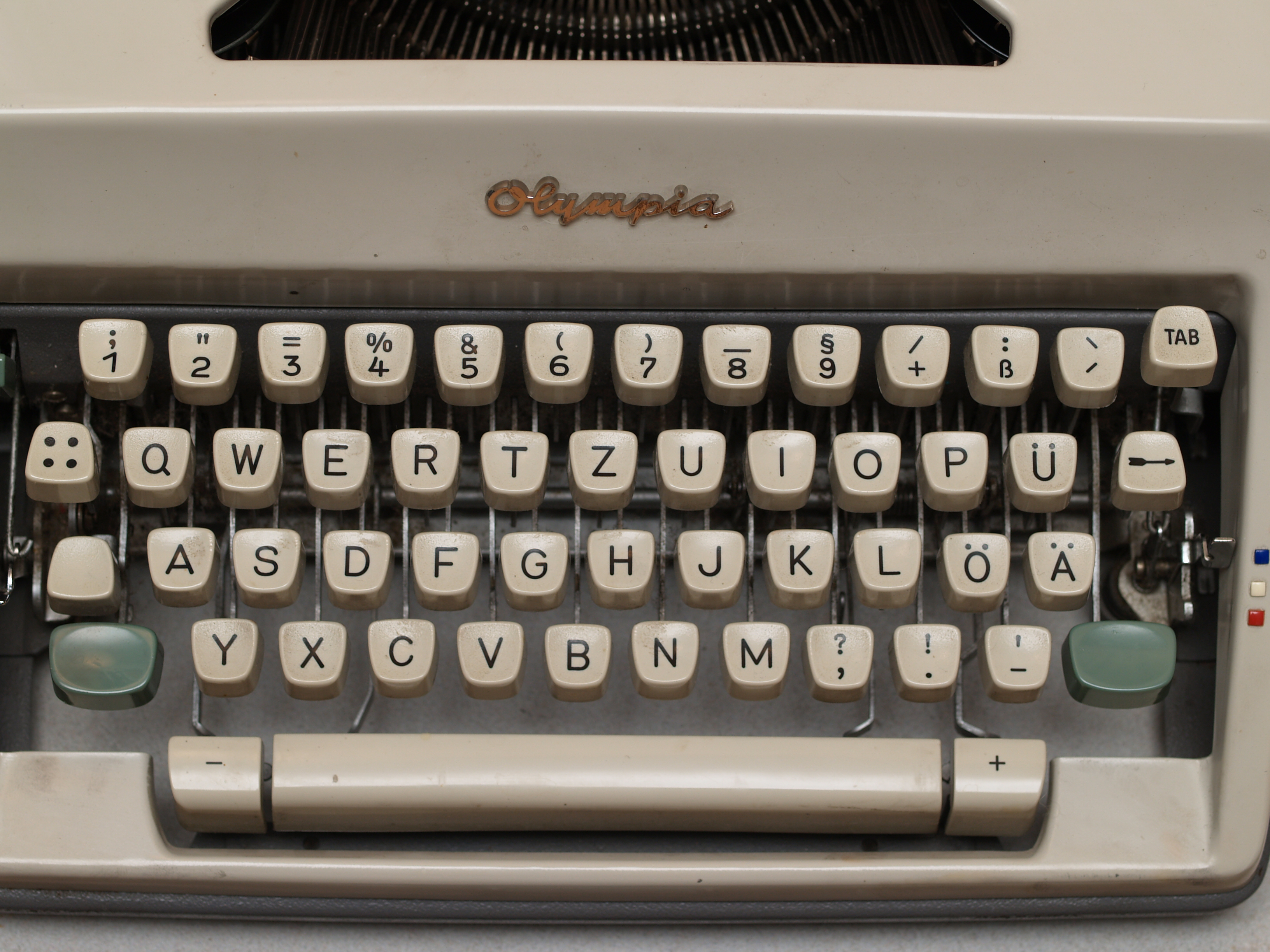
Olympia-Schreibmaschine, 1964
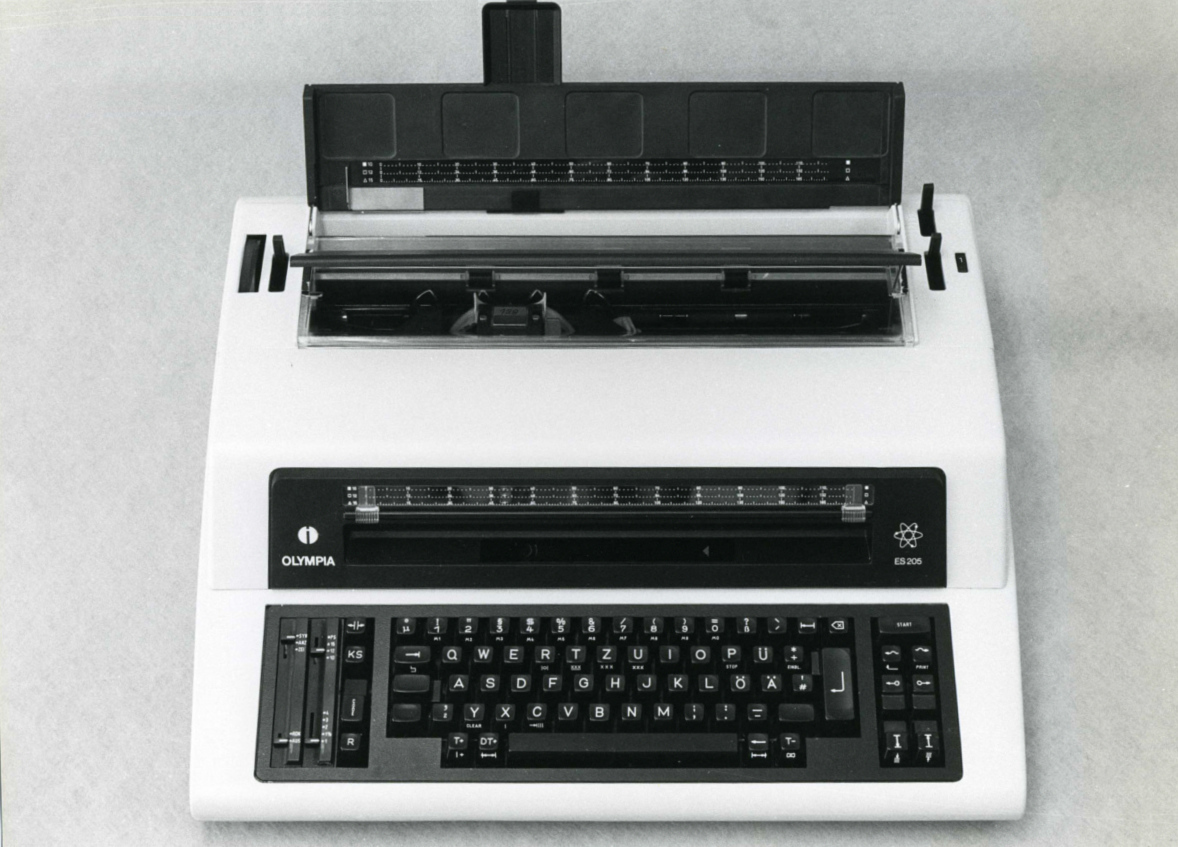
Olympia ES 200

### 电子计算器

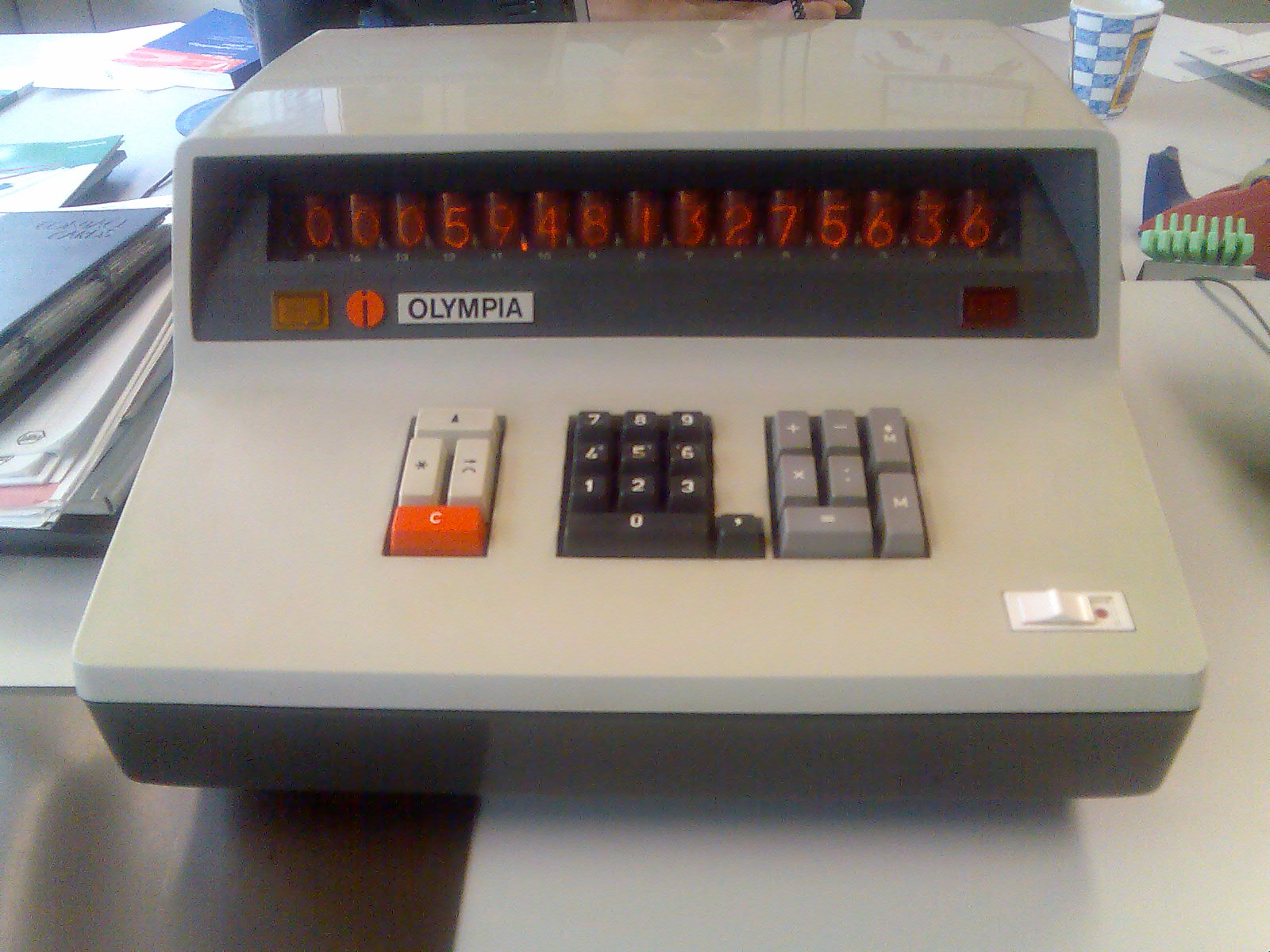
Rechenmaschine RAE 4/30-0, 1969
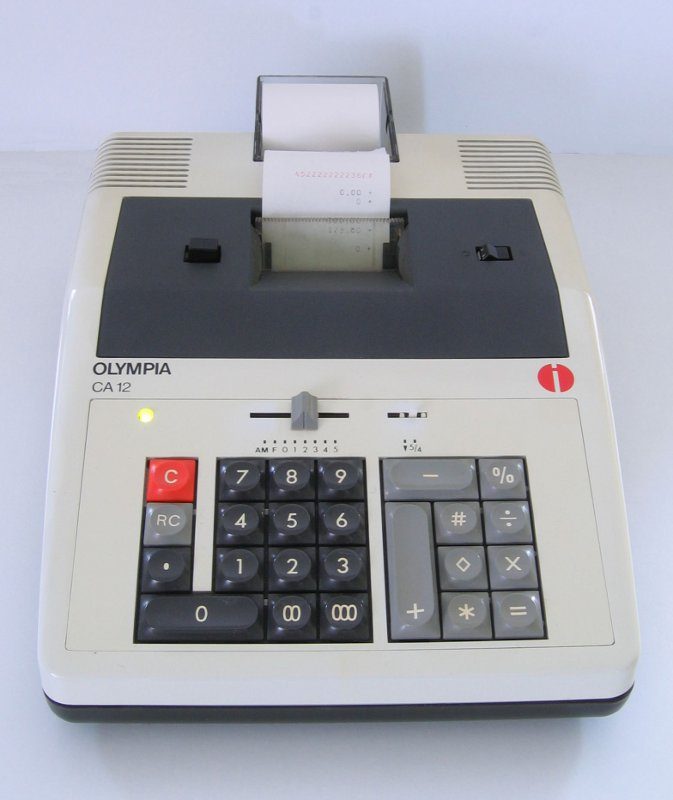
Tischrechner CA 12
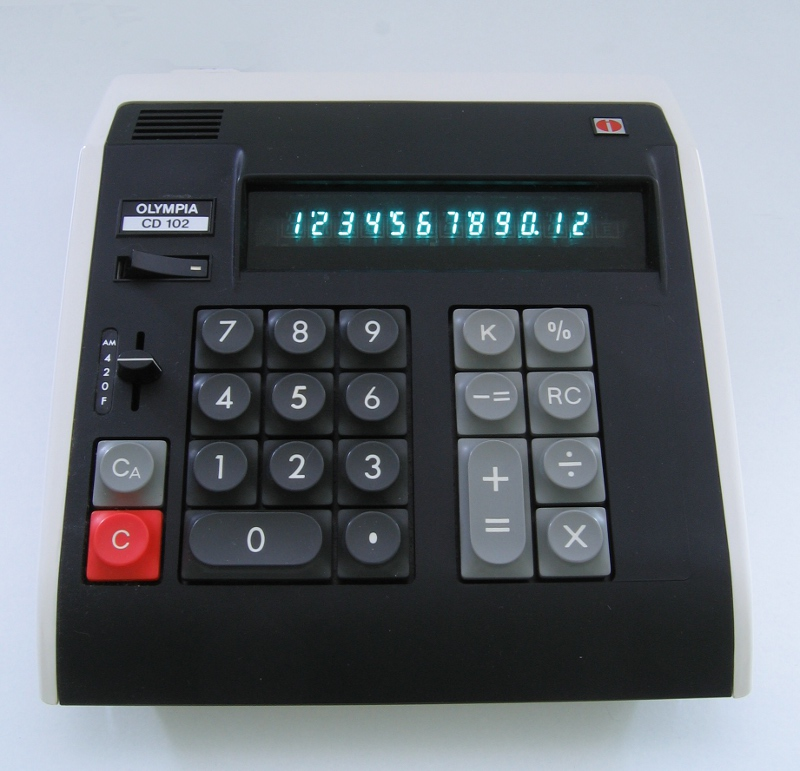
Tischrechner CD 102
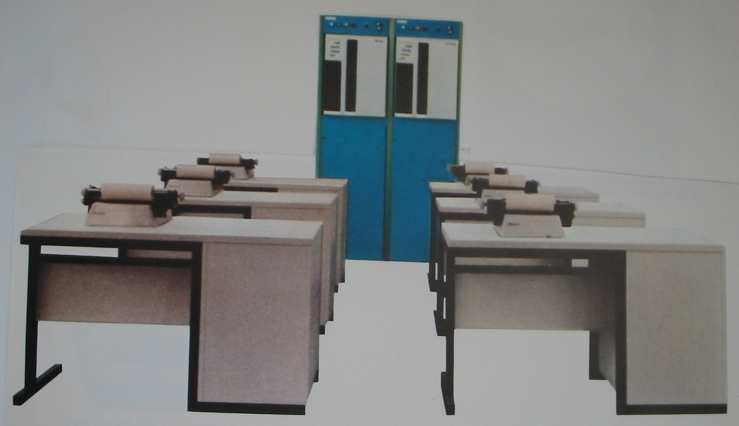
Multiplex-80